# 松山隆司
松山 隆司（まつやま たかし、1951年 - 2016年12月12日）は、日本の情報工学者。元京都大学大学院情報学研究科教授。大阪府出身。国際パターン認識連合、情報処理学会、電子情報通信学会フェロー。元日本学術会議連携会員。

## 経歴
1970年大阪府立北野高等学校卒業。1974年京都大学工学部電子工学科卒業。1976年京都大学大学院工学研究科電気第二工学専攻修士課程修了。
京都大学工学部電気工学第二学科助手、米国メリーランド大学客員研究員、東北大学工学部情報工学科助教授、岡山大学工学部情報工学科教授を経て、1995年より京都大学大学院工学研究科電子通信工学専攻教授、1998年より京都大学大学院情報学研究科知能情報学専攻教授を務めた。2002年、京都大学学術情報メディアセンター長、京都大学評議員。2005年、情報環境機構長。2008年副理事。1980年工学博士。
京都府参与として、京都デジタル疏水ネットワークの構築、運営に参加。2006～2007年度総務省情報通信研究機構知識創成コミュニケーション研究センター長。画像理解、分散協調視覚、3次元ビデオの研究に従事。最近は「人間と共生する情報システム」、「エネルギーの情報化」の実現に興味を持っている。
2016年12月12日未明、心疾患により逝去。

## 賞
- 1980年 - 情報処理学会創立20周年記念論文賞
- 1990年 - 人工知能学会論文賞
- 1993年 - 情報処理学会論文賞
- 1994年 - 電子情報通信学会論文賞
- 1995年 - 第5回国際コンピュータビジョン会議 Marr Prize
- 1999年 - 電子情報通信学会論文賞
- 2000年 - 画像センシングシンポジウム優秀論文賞
- 2004年、2005年 - FIT優秀論文賞
- 2009年 - ヒューマンインタフェース学会論文賞
- 2009年 - 文部科学大臣表彰科学技術賞（研究部門）
- 2017年 - 正四位に叙位、瑞宝中綬章を受章[2]。